# Cryptoplax larvaeformis
Cryptoplax larvaeformis of de slanke riemkeverslak is een keverslak uit de familie Cryptoplacidae.
De slanke riemkeverslak wordt tot 100 millimeter lang en heeft een zeer slanke, langwerpige vorm. De schelpplaten worden deels door de zoom overdekt en ze liggen bijna of geheel los van elkaar.
De dieren leven in het sublitoraal, onder grote brokken dood koraal en rotsblokken.